# Voblanov
Voblanov är en sjö i Tjeckien.   Den ligger i regionen Södra Böhmen, i den centrala delen av landet, 110 km söder om huvudstaden Prag. Voblanov ligger 392 meter över havet. Arean är 0,48 kvadratkilometer.Trakten runt Voblanov består till största delen av jordbruksmark. Den sträcker sig 0,6 kilometer i nord-sydlig riktning, och 1,3 kilometer i öst-västlig riktning.
Följande samhällen ligger vid Voblanov:
- Novosedly (341 invånare)